# Herbert Saffir
Herbert S. Saffir (né le 29 mars 1917 à New York, États-Unis et mort le 21 novembre 2007 à Miami, est un ingénieur américain connu pour avoir été coauteur de l'échelle de Saffir-Simpson qui permet de classifier la force des ouragans. 

## Biographie
Saffir est né à New York en 1917. Il a obtenu en 1940 un diplôme de Bachelor of Science en génie civil au Georgia Institute of Technology. Il a servi ensuite pendant la Seconde Guerre mondiale et en 1947, il est devenu assistant de l'ingénieur du comté de Miami-Dade (à la pointe sud-est de la Floride),. En 1959, il s'est install. dans la ville de Coral Gables en Floride, crée sa société et se met à son propre compte en tant que consultant.
En 1969, l'Organisation des Nations unies commande une étude sur les dommages causés par les tempêtes sur les habitations précaires et invite Herbert Saffir à développer une échelle permettant de classifier la force des ouragans selon la force des vents et les dégâts produits. Robert Simpson, à l'époque directeur du National Hurricane Center, a complété son travail en y ajoutant les effets de l'onde de tempête ce qui a ajouté son nom à l'échelle qui comprend 5 catégories. La catégorie 1 correspond aux ouragans les moins puissants et la catégorie 5 aux plus puissants,.
Saffir a continué à travailler comme ingénieur en structure dans son bureau de Coral Gables, même après son 90e anniversaire de naissance, inspectant entre autres les dégâts causés lors de l'ouragan Katrina en 2005. Il est décédé de complications chirurgicales après un infarctus du myocarde ou un accident vasculaire cérébral le 21 novembre 2007,,.

## Récompenses

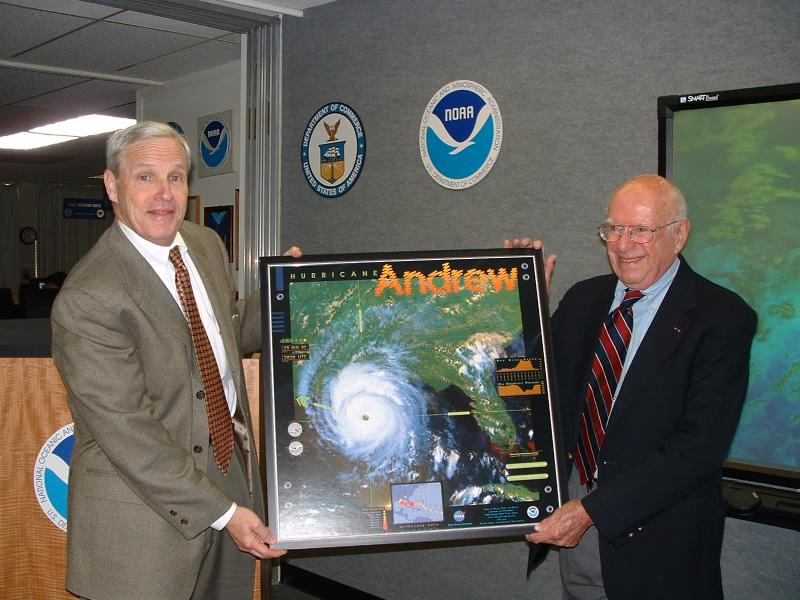
Herbert Saffir (à droite) recevant un poster du directeur du National Weather Service après l'ouragan Andrew.

En 1973, il reçoit une récompense de la Florida Engineering Society, un "Award for Outstanding Service to the Engineering Profession". En 1988, il reçoit un "Governor A.W. Gilchrist Award" (Albert Waller Gilchrist (1858-1926), ingénieur civil, a été le vingtième gouverneur de la Floride de janvier 1909 à janvier 1913). Cette récompense est « remise annuellement à un ingénieur qui, par son travail, a su expliquer les missions de service public qui améliorent l'humanité et par conséquent, fait honneur à l'ensemble de la profession d'ingénieur ».